# Звичайна Арктика (фільм)
«Звичайна Арктика» — радянський художній фільм 1976 року, знятий на кіностудії «Ленфільм». Фільм знятий за мотивами соцреалістичних оповідань Бориса Горбатова. Для картини режисер Олексій Симонов вибрав п'ять оповідань: «Суд над Степаном Грохотом», «Пологи на Огірковій землі», «Розмова», «Торговець Лобас» і «Велика вода».

## Сюжет
Події фільму розвиваються в 1935 році у Арктиці. Костя Лобас, що потрапив в тундру прикажчиком, живе у завідувача факторією, Тіши. Одного разу радист Ігнатич приносить тривожні новини: «У Карському лід, в протоці Вількицького лід, в гирлі Пясини лід». Це означає, що караван не прийде, тундра буде голодувати. Радист пропонує послати начальству радіограму про тяжке становище, але завідувач факторією забороняє: «Начальство не любить тяжких станів, я ж то знаю». Тоді Лобас намагається відправити радіограму без відома завідувача: він підкуповує радиста спиртом. Але Ігнатич напивається і не може передати повідомлення. Костя йде до завідуючого і вимагає підписати дозвіл на передачу радіограми. Завідувач, знущаючись над прикажчиком, рве дозвіл у нього на очах, і Лобас у безсилій люті приймає рішення бігти в Далекий, тому що життя у завідувача стає нестерпним.
Пройшовши через тундру, обморожений і змучений, він опиняється нарешті в хатинці полярників, в Далекому. Там під начальством десятника Степана Грохота будується порт. Керівництво в Москві стурбоване тим, що за повідомленнями, які передаються з місця будівництва, справи йдуть аж надто благополучно, і відправляє на будівництво нового, справжнього, начальника — Антона Семеновича. Він різкий, нестерпний, часом навіть жорстокий зі своїми підлеглими. Режисер Олексій Симонов так описав героя Даля: «Що за людину він грав? Попелище, де майже вигоріло все „добре“ і „погане“ і існують лише поняття користі і шкоди. Моральність інженерна: відповідність параметрів технічним умовам і проектній документації. Високу напругу, волю і єдину користь — зробити справу». У ньому не залишилося практично нічого людського, через це між начальником і будівельниками постійно виникають конфлікти, вирішити які буває непросто, адже жодна зі сторін не хоче поступатися. Полярники не люблять начальника і сміються над ним, дають йому прізвисько «ховрах» за те, що він не знає Півночі, не розуміє, як поводитися з робітниками. Антон Семенович же прагне встановити на будівництві залізну дисципліну: він відбирає у людей спирт, змушує їх працювати в пургу, вимагає шанобливого ставлення до себе і не допускає ніяких суперечок. Робітники незадоволені поводженням начальника — палієм протестів проти нових порядків зазвичай виступає Степан Грохот, якого підтримують інші робітники. За чергову бунтарську витівку Степана позбавляють звання десятника, і він стає рядовим теслею.
У фільмі показана дійсно «звичайна» Арктика, її нелегкі трудові будні, під час яких герої перечікують п'ятиденну пургу, вручну рухають невірно поставлений при будівництві ряж, приймають пологи по радіотелеграфу, сваряться, миряться і виконують свою важку роботу. Це фільм про виживання в нестерпних північних умовах, про взаємини колективу в замкнутому просторі, про будівництво, яке вели полярники, і про труднощі, з якими при цьому стикалися.

## У ролях
- Олег Даль —  Антон Семенович, новий начальник
- Олег Анофриев —  Степан Грохот
- Афанасій Кочетков —  Федір
- Ролан Биков —  Андрій Миронович, лікар
- Георгій Корольчук —  Костя Лобас
- Валентин Єрофєєв —  Воронов
- Олександр Анісімов —  Богучаров
- Олександр Аржиловський —  радист
- Віктор Павлов —  кухар
- Геннадій Юхтін —  начальник з московського управління
- Еммануїл Левін —  радист факторії
- Генрієтта Рижкова —  Таїсія Павлівна
- Михайло Данилов — епізод
- В. Кравченко — епізод
- М. Кузьмін — епізод
- Петро Щербаков — епізод
- А. Рудаков — епізод
- Владлен Паулус — епізод
- В. Михайлов — епізод
- А. Дубінкін — епізод
- Н. Архипова — епізод
- Анатолій Азо — епізод
- С. Дворецький — епізод
- І. Єфімов — епізод
- Аркадій Пишняк — епізод
- Микола Харитонов — епізод
- Ю. Шепелєв — епізод

## Знімальна група
- Автори сценарію: Костянтин Симонов,  Борис Горбатов
- Режисер-постановник: Олексій Симонов
- Оператор-постановник:  Ростислав Давидов
- Художники-постановники:  Олексій Рудяков, Олена Фоміна
- Композитор:  Вадим Біберган
- Звукооператор: Галина Лукіна
- Режисер: Дмитро Генденштейн
- Оператор: Олександр Горбоносов
- Художники:

по костюмах: Т. Мілеант

 по гриму: Л. Єлісєєва

 по декораціях: А. Рогожкін
- Асистенти:

режисера: О. Головіна, К. Кононович

 оператора: С. Никифоров, Д. Попов

 звукооператора: В. Вікторов

 по монтажу: Т. Прокоф'єва
- Симфонічний оркестр:

диригент: Юрій Богданов

 музичний редактор: В. Лавров